# Porzana palmeri
Porzana palmeri е изчезнал вид птица от семейство Rallidae.

## Разпространение
Видът е разпространен в САЩ.